# The Black Halo
The Black Halo je sedmé studiové album progresivní metalové kapely Kamelot. Bylo vydáno 15. března roku 2005 nahrávací společností Steamhammer Records. Je to koncepční album volně založené na příběhu Goethova Fausta (pokračování příběhu z předchozího alba Epica).
Dále na albu hostují také osobnosti jako je Shagrath (Dimmu Borgir) ve skladbě „March of Mephisto“ a Simone Simons ve skladbě „The Hauting“ z kapely Epica.

## Seznam skladeb
1. March of Mephisto
2. When the Lights are Down
3. The Haunting (Somewhere in Time)
4. Soul Society
5. Interlude I: Dei Gratia
6. Abandoned
7. This Pain
8. Moonlight
9. Interlude II: Un Assassinio Molto Silenzioso
10. The Black Halo
11. Nothing Ever Dies
12. Memento Mori
13. Interlude III: Midnight – Twelve Tolls for a New Day
14. Serenade

## Personál

### Členové kapely
- Roy Khan – zpěv
- Thomas Youngblood – kytara
- Glenn Barry – basová kytara
- Casey Grillo – bicí